# Android 12
Android 12 (nome in codice Snow Cone) è la dodicesima major release e diciannovesima versione del sistema operativo per dispositivi mobili Android. Pubblicata in versione stabile il 4 ottobre 2021 introducendo la nuova interfaccia Material You, i primi dispositivi a ricevere ufficialmente la release sono stati gli smartphone Google Pixel il 19 ottobre successivo.
Da ottobre 2022 ad aprile 2023 è stata la versione più diffusa di Android, raggiungendo un picco di diffusione del 30% a novembre 2022.

## Cronologia

### Developer Preview 1

#### Novità generali
Il primo indizio ufficiale sul fatto che Google stesse lavorando a una nuova versione di Android si è avuto con la pubblicazione a sorpresa della prima versione beta per sviluppatori, la Developer Preview, il 18 febbraio 2021 esclusivamente per gli smartphone Pixel (3/XL, 3a/XL, 4/XL, 4a/5G e 5).
Tale versione introduce diverse migliorie per quanto riguarda le performance generali, la privacy e sicurezza e le impostazioni; le prime funzionalità emerse in questa DP1 sono:
- Nuova grafica delle impostazioni, simile alla One UI (attivabile tramite ADB);
- Feedback aptico nei controller di gioco, possibilità di inviare le informazioni relative alla vibrazione ottenute dallo smartphone al proprio controller (al momento non funzionante);
- Nuova interfaccia nelle notifiche, eliminato lo swipe laterale multifunzione;
- Nuova modalità a una mano;
- Nuova modalità Picture-in-Picture (PiP), ora è possibile ingrandire la finestra di quest'ultimo in modo naturale
- Funzione SOS, premere in rapida successione il tasto di accensione 5 volte per avviare una chiamata di emergenza (presente un timer di 5 secondi prima che parta);
- Possibilità di condividere la password del Wi-Fi con Nearby Share;
- Nuove funzionalità nell'editor di screenshot integrato: Strumento gomma per cancellazioni di zone precise, Pulsante dedicato per attivare la modalità ritaglio, Immissione di sticker, Pulsanti annulla e ripeti spostati in alto, insieme ai pulsanti di condivisione ed eliminazione;
- Possibilità di ridurre i colori troppo luminosi e brillanti (Quick Setting);
- Possibilità di catturare screenshot "estesi": Quando si cattura uno screenshot compare un pulsante "scroll" che porta automaticamente alla prossima pagina, cattura una nuova immagine e la unisce alla precedente; e così via finché possibile scrollare (momentaneamente non funzionante);
- Alcuni toggle delle impostazioni sono più grandi e indicano meglio se una funzione è attiva o no. Non solo cambia il colore dello switch, ma compare una spunta bianca (se "on") o un trattino (se "off");
- Swipe per eliminare la miniatura di uno screenshot;
- È stata semplificata la funzione per posticipare una notifica, ora accessibile tramite un'icona a forma di sveglia mostrata in basso a destra in ogni riquadro supportato. Rimane presente nelle opzioni il pulsante per attivare o disattivare questa funzionalità; rimane comunque possibile effettuare il classico "swipe" verso sinistra, come nelle precedenti versioni;
- Il layout delle notifiche è stato rivisto, con l'icona dell'app da cui proviene ora più grande e l'impaginazione del testo ora con un margine più ampio;
- Nel riproduttore multimediale che compare nelle Impostazioni rapide è ora possibile specificare quante e quali app possono sfruttarlo;
- La navigazione a gesture è molto più naturale e intuitiva anche in modalità immersiva e a schermo intero;
- Ora le impostazioni per il timeout dello schermo e per la "screen attention", che mantiene lo schermo acceso se il sistema si accorge che l'utente continua a guardarlo, sono consolidate in una sola pagina.

#### Novità esclusive dei Pixel
- Su Pixel Launcher è possibile impostare un nuovo layout per la schermata home: una griglia di icone con 4 colonne e 5 righe (più il dock/"Preferiti");
- Sempre su Pixel Launcher, il menu delle scorciatoie delle applicazioni della Home (che si raggiunge premendo a lungo) è più largo;
- Il tema scuro dei Google Pixel non è più completamente nero assoluto ma grigio/blu scuro. Anche nel tema chiaro c'è una leggera sfumatura blu, almeno in alcune sezioni;
- Come per i Pixel 3 XL, anche su Pixel 4a e 5 è possibile "nascondere" il foro della fotocamera creando una "cornice virtuale", ovvero una sezione completamente nera del display in cui viene integrata anche la barra di stato;
- Supporto alla doppia pressione del pulsante di accensione (al momento non funzionante).

#### Developer Preview 1.1
Disponibile dal 3 marzo 2021, questa versione contiene le seguenti correzioni:
- Corretto un problema per cui su alcuni dispositivi si poteva verificare una disconnessione intermittente dal Wi-Fi anche con un segnale forte;
- Corretto un problema per cui su alcuni dispositivi veniva mostrato su schermo il messaggio "la UI di sistema continua a fermarsi" nel caso in cui l'utente effettuasse uno screenshot premendo contemporaneamente i tasti Accensione e Volume giù dalla schermata di blocco;
- Corretto un problema con i wake lock parziali che potevano causare un consumo eccessivo della batteria;
- Corretto un problema per cui il lettore delle impronte digitali poteva non rispondere, obbligando l'utente a sbloccare il dispositivo utilizzando un altro metodo;
- Corretto un problema per cui l'app Impostazioni poteva crashare nel caso in cui l'utente cercasse di accedere alle impostazioni delle notifiche delle applicazioni;
- Corretto un problema per cui l'interfaccia utente del sistema poteva bloccarsi dopo che l'utente aveva aggiornato il dispositivo;
- Corretto un problema per cui l'app CellBroadcastReceiver non otteneva il permesso android.permission.BROADCAST_CLOSE_SYSTEM_DIALOGS causando l'arresto anomalo degli avvisi d'emergenza;
- Corretto un problema che poteva causare il riavvio di alcuni dispositivi in modo intermittente;
- Corretto un problema che poteva causare il riavvio di alcuni dispositivi dopo che l'utente aveva sbloccato quest'ultimo utilizzando il PIN.

### Developer Preview 2
Disponibile dal 17 marzo 2021, questa versione contiene le seguenti correzioni/migliorie:

#### Fiducia e sicurezza
- Controlli di sovrapposizione delle app;
- Sicurezza estesa per le azioni di notifica della schermata di blocco;
- Accesso ai digest delle app.

#### Strumenti migliori per l'esperienza utente
- Supporto per angoli arrotondati;
- Miglioramenti per la funzione Picture-in-Picture (PiP);
- Mantenimento in attività delle app per dispositivi complementari;
- Miglioramenti della stima della larghezza di banda;
- Sfocature, filtri colore e altri effetti più semplici;
- Miglioramento della compatibilità delle app.

#### Developer Preview 2.1
Disponibile dal 30 marzo 2021, questa versione della Developer Preview 2 aggiorna WebView per correggere un problema che causava il crash di alcune app.

#### Developer Preview 2.2
Disponibile dal 7 aprile 2021, questa versione contiene le seguenti correzioni:
- Risolto bug che causava il crash del menu impostazioni quando si cercava di aprire le impostazioni Bluetooth;
- Risolta scomparsa dei widget dalla home screen dopo l’installazione di un aggiornamento OTA;
- Risolto bug che notificava erroneamente una scarsa qualità nella connessione Bluetooth in chiamata;
- Risolto bug che causava il mancato salvataggio delle password di alcune reti Wi-Fi;
- Risolto bug che causava l’apertura automatica della tendina delle notifiche durante la scrittura sulla tastiera a schermo;
- Risolto bug relativo a Codec 2.0 che portava alcune app a crashare;
- Risolto bug che causava una codifica non corretta dei video condivisi.

### Developer Preview 3
Disponibile dal 21 aprile 2021, questa versione apporta le seguenti correzioni e/o migliorie:
- Esperienza di avvio delle app migliorata;
- Nuovo modello di notifica di chiamata;
- Nuova autorizzazione per allarmi precisi;
- Collegamento web migliorato;
- Esperienze tattili arricchite;
- Miglioramenti alla codifica video;
- Estensioni dei fornitori di Camera2;
- Supporto sensore fotocamera Quad bayer;
- Machine learning più veloce;
- Standardizzazione del calcolo della GPU;
- Miglioramento del debug per arresti anomali nativi;
- Configurazioni di backup più flessibili.

### Beta 1
Disponibile dal 18 maggio 2021, contiene le seguenti novità e correzioni:

#### Novità
- Classe di prestazione;
- Messa a fuoco audio;
- Autorizzazioni Bluetooth;
- Nuova directory per le registrazioni vocali;
- Accesso alla gestione dei media;
- Accesso allo spazio di archiviazione delle app;
- Supporto esteso per l'accesso ai file;
- Aggiornamenti automatici delle app;
- Limitazioni per la gestione dell'alimentazione;
- Indennità per servizi in primo piano;
- Visibilità del pacchetto di autorizzazioni;
- Implementazione Bouncy Castle rimossa;
- Posizione approssimativa;
- Ibernazione dell'app;
- Miglioramenti ai widget;
- Cambiamenti nell'overscroll.

#### Problemi risolti
- Risolto un problema che causava la permanenza di spazio aggiuntivo nell'interfaccia del cassetto delle app dopo che un utente aveva disabilitato i suggerimenti delle app;
- Risolto un problema che impediva ai telefoni Pixel di rilevare quando venivano posizionati su Pixel Stand;
- Risolto un problema che causava l'arresto anomalo dell'app Google all'apertura di Discover o al tocco di un articolo nel feed Discover;
- Risolto un problema che impediva ad alcuni dispositivi di essere in grado di avviarsi dopo aver applicato un'immagine OTA;
- Risolto un problema che faceva sì che il sistema chiedesse a un utente di disattivare la connessione dell'operatore di telefonia mobile durante la navigazione nelle impostazioni avanzate della rete mobile;
- Risolto il problema che impediva di nascondere il ritaglio del display di un dispositivo utilizzando le opzioni sviluppatore;
- Risolti i problemi con RenderEngine che causavano problemi e, in alcuni casi, il dispositivo si bloccava e si riavviava;
- Risolto un problema che causava l'arresto anomalo di alcuni dispositivi e il mancato avvio dopo il riavvio manuale del dispositivo;
- Risolto un problema che poteva causare la stampa errata dei messaggi di registro di CompatibilityChangeReporter quando si chiamava SensorManager.registerListener;
- Risolto un problema per cui, quando Android Auto veniva configurato per la prima volta su un veicolo e un utente richiamava l'Assistente Google, alcuni utenti subivano un arresto anomalo con l'Assistente;
- Risolto un problema per cui, durante la riproduzione di Google Podcast su Android Auto, alcuni utenti hanno riscontrato un arresto anomalo con Google Podcast;
- Risolto un problema per cui, durante la connessione a un'unità principale compatibile wireless, gli utenti a volte avevano problemi di connettività wireless se utilizzavano Android Auto versione 6.2 o inferiore.

### Beta 2
Disponibile dal 9 giugno 2021, contiene le seguenti novità:
- Lettore multimediale di sistema più compatto;
- Wallet e controlli domestici spostati nelle Impostazioni rapide;
- Toggle per disabilitare fotocamere e microfono;
- Nuova Dashboard privata;
- Slider del volume e opzione Markup aggiornati;
- Menù di spegnimento e reti internet disponibili ora accessibile anche dalle "Impostazioni rapide".

#### Beta 2.1
Disponibile dal 23 giugno 2021, presenta le seguenti correzioni:
- Risolto un problema che impediva agli utenti di accedere agli elementi nella schermata di blocco. Ad esempio, scorrendo verso il basso per l'area notifiche, scorrendo via le notifiche o scorrendo verso l'alto per sbloccare il telefono;
- Risolti i problemi che impedivano la visualizzazione di informazioni quali meteo ed eventi del calendario nel widget At A Glance nella schermata iniziale o nella schermata di blocco.
- Risolto un problema che a volte causava sfarfallio o animazioni instabili quando si accedeva alle app recenti con la navigazione gestuale;
- Risolto un problema che a volte causava il blocco e la scomparsa degli indicatori di autorizzazione del microfono e della fotocamera fino al riavvio del telefono;
- Risolto un problema durante l'utilizzo dell'emulatore Android con un Dispositivo Virtuale Android (AVD) con Android 12 che impediva all'AVD di connettersi a Internet;
- Risolto un problema per cui dopo aver installato la versione Beta e aver ripristinato il dispositivo, alcuni utenti erano bloccati sulla procedura guidata di installazione.

### Beta 3
Disponibile dal 14 luglio 2021, contiene le seguenti novità e correzioni:
- Nuova versione di Google Camera, che aggiorna l'interfaccia al Material You e riorganizza varie impostazioni;
- Nuovi toni di notifica;
- Screenshot estesi nativi (la funzione varia in base al dispositivo);
- L'effetto "sparkle" nelle animazioni è stato leggermente ridotto;
- Le icone delle cartelle sono state leggermente aggiustate in modo tale che le icone delle app contenute non risultino tagliate;
- Nella sezione "Multimedia" delle Impostazioni non è più possibile scegliere quali lettori multimediali saranno visualizzati nei Quick Settings. Rimane possibile scegliere se mostrare genericamente i lettori nei Quick Settings, anche se l'impostazione è stata rinominata, e c'è un nuovo toggle per visualizzare suggerimenti multimediali in base alla propria attività;
- Nella schermata Recenti su Google Chrome è presente un nuovo pulsante per la condivisione dei link;
- Sfumatura di colore nel menu degli shortcut delle app e pulsante per i widget;
- Barra di ricerca nel Pixel Launcher un po' più spessa, torna l'icona del microfono al posto di quella di Assistant;
- Nuova interfaccia per l'app Pixel Tips, più movimentata e a "card" (massimo due per riga);
- Il pulsante di alimentazione può essere impostato per lanciare Assistant premendolo a lungo;
- Possibilità di disabilitare il lancio di Assistant con uno swipe dall'angolo dello schermo;
- Piccoli aggiornamenti in stile Material You anche per la pagina di informazioni dettagliate sull'app;
- Nelle impostazioni internet, il pulsante per il Wi-Fi è il primo in alto;
- Sempre nelle Impostazioni spariscono le icone colorate;
- Nei Quick Settings, il pulsante per richiamare il menu di alimentazione e quello per richiamare le impostazioni sono stati scambiati di posizione;
- La rotazione automatica dello schermo può essere attivata dalla fotocamera;
- La pagina "At a Glance" ora si chiama "Live Space";
- Nuova interfaccia per l'app Sfondi e stile.

#### Beta 3.1
Disponibile dal 26 luglio 2021, contiene le seguenti correzioni:
- Risolto un problema che causava boot loop in alcuni dispositivi dopo il riavvio;
- Risolto un problema che causava crash occasionali nel processo System UI;
- Risolto un problema che causava un comportamento troppo aggressivo del processo lmkd (low memory killer daemon).

### Beta 4
Disponibile dall'11 agosto 2021, presenta solo varie correzioni.

#### Beta 4.1
Disponibile dal 25 agosto 2021, contiene le seguenti correzioni:
- Risolto un problema che causava il blocco di alcuni dispositivi in un ciclo di avvio dopo il riavvio del dispositivo;
- Risolto un problema per cui le notifiche heads-up a volte non venivano visualizzate, richiedendo all'utente di scorrere nel cassetto delle notifiche per visualizzarle;
- Risolto un problema per cui i controlli del volume del dispositivo a volte non funzionavano durante lo streaming;
- Risolto un problema per cui Face Unlock non funzionava su alcuni dispositivi;
- Risolto un problema che impediva agli utenti di concedere l'autorizzazione Dispositivi nelle vicinanze all'app Telefono nelle impostazioni. Gli utenti che stanno riscontrando un ciclo di arresto anomalo con l'app Telefono quando tentano di effettuare una chiamata tramite Bluetooth possono ora concedere l'autorizzazione richiesta. Per attivare ciò, bisogna premere a lungo l'app Telefono, cliccare su Informazioni app, poi su Autorizzazioni e di seguito Dispositivi nelle vicinanze e selezionare Consenti.
- Risolto un problema per cui, dopo aver collegato il telefono a una VPN, il telefono non poteva connettersi a Internet.

### Beta 5
- Correzioni di bug e miglioramento della stabilità.

Poiché questa beta non era nei piani dell'azienda, i nuovi modelli Pixel da essa sviluppati (6 e 6 Pro) potevano subire un ritardo nel ricevere tale aggiornamento.